# Царёв, Виктор Николаевич
Ви́ктор Никола́евич Царёв (1939, Ярославль — 2020) — советский гребец-байдарочник, выступал за сборную СССР в конце 1960-х — начале 1970-х годов. Дважды чемпион мира, семикратный чемпион всесоюзного первенства, победитель регат республиканского и международного значения. На соревнованиях представлял спортивное общество «Труд», заслуженный мастер спорта СССР (1970).

## Биография
Виктор Царёв родился в 1939 году в Ярославле. Активно заниматься греблей начал в возрасте четырнадцати лет: «Мы с приятелем катались по набережной на велосипедах и увидели, как вдоль берега люди плавают на красивых лодочках. Подошли, узнали, что к чему, и записались в секцию». Проходил подготовку в местной детско-юношеской школе, позже присоединился к добровольному спортивному обществу «Труд». Тренировался под руководством Игоря Зубова. Первого серьёзного успеха добился в 1961 году, когда на всесоюзном первенстве завоевал золотую медаль в зачёте одноместных байдарок на дистанции 500 метров.
В 1967 году Царёв выиграл золото чемпионата СССР в гонке байдарок-одиночек на 10000 метров и в этой же дисциплине получил серебряную награду на чемпионате Европы в немецком Дуйсбурге. Год спустя защитил звание всесоюзного чемпиона, ещё через год вновь был лучшим в зачёте национального первенства на десяти километрах, выиграл эстафету 4 × 500 м и добыл золото на первенстве Европы в Москве. Сезон 1970 года получился одним из самых успешных в его спортивной карьере: две золотые медали на чемпионате Советского Союза (среди одиночек на километровой и десятикилометровой дистанциях), победа на чемпионате мира в Копенгагене в категории К-1 10000 м. За эти достижения по итогам сезона удостоен почётного звания «Заслуженный мастер спорта СССР».
Будучи одним из лидеров советской гребной команды, Виктор Царёв был выбран для участия в мировом первенстве 1971 года в Белграде и стал двукратным чемпионом мира, одержав ещё одну победу среди одноместных байдарок на 10 км. Позже вместе со сборной ездил на летние Олимпийские игры 1972 года в Мюнхен, хотя непосредственного участия в соревнованиях не принимал, присутствовал в команде в качестве запасного гребца (его коронная десятикилометровая дистанция не входила в олимпийскую программу). Был свидетелем террористического акта.
После завершения спортивной карьеры работал тренером высшей квалификационной категории в ярославской специализированной детско-юношеской школе олимпийского резерва № 6, неоднократно принимал участие в российских и международных ветеранских регатах.